# USS New York City (SSN-696)
Pour les autres navires du même nom, voir USS New York.
L'USS New York City (SSN-696) est un sous-marin nucléaire d'attaque de classe Los Angeles en service dans l'US Navy de 1979 à 1997.

## Histoire
Construit au chantier naval Electric Boat de Groton, le New York City  est lancé le 18 juin 1977 et entre en service le 3 mars 1979.
Le 30 avril 1997, le New York City est retiré du service et rayé des listes Il prend alors la direction de Puget Sound Naval Shipyard afin d'y être démantelé et recyclé.